# Hasm-Bewegung
Die Hasm-Bewegung (arabisch حركة حسم, DMG ḥarakat Ḥasm) ist eine islamistische militante Gruppe, die in Ägypten operiert. Hasm steht als Akronym für Harakat Sawāʿid Misr (arabisch حركة سواعد مصر, DMG ḥarakat sawāʿid Miṣr ‚Bewegung der Arme Ägyptens‘). Das Motto der Bewegung lautet: „Mit unseren Armen schützen wir unsere Revolution“ (Bi-sāwaʿidi-nā naḥmī ṯaurata-nā).

## Anschläge
Am 5. August 2016 übernahm die Hasm-Bewegung die Verantwortung für ein Attentat auf den ehemaligen Großmufti von Ägypten, Ali Dschumaa.
Am 29. September 2016 versuchte die Hasm-Bewegung, Zakaria Abdel Aziz, einen leitenden Assistenten des obersten ägyptischen Staatsanwalts, mit einem Sprengsatz zu töten, als er von seinem Büro im Osten Kairos nach Hause zurückkehrte. Aziz und sein Gefolge blieben unversehrt, obwohl ein Passant verletzt und ins Krankenhaus gebracht wurde.
Am 4. November 2016 übernahm die Hasm-Bewegung die Verantwortung für ein Attentat auf den Richter Ahmed Aboul Fotouh in Nasr City. Richter Fotouh war einer von drei Richtern, die den ehemaligen islamistischen Präsidenten Mohammed Mursi 2015 zu 20 Jahren Gefängnis verurteilt hatten.
Am 9. Dezember 2016 reklamierte die Hasm-Bewegung einen Angriff auf einen Kontrollpunkt an einer Hauptstraße in der Nähe der Pyramiden von Gizeh am Stadtrand von Kairo für sich, bei dem sechs Polizisten getötet wurden.
Am 4. August 2019 zündete ein Selbstmordattentäter eine Autobombe vor dem Krebsforschungsinstitut in Kairo. 21 Personen, darunter ein Attentäter, starben und 47 wurden verletzt. Das ägyptische Innenministerium schrieb der Hasm-Bewegung den Terrorangriff zu, welche jede Verantwortung von sich wies.

## Einstufungen als Terrororganisation
- Am 22. Dezember 2017 verbot das Vereinigte Königreich HASM unter Bezeichnung als „illegale terroristische Organisation“.[7]
- Am 31. Januar 2018 stuften die Vereinigten Staaten die HASM als Terrororganisation ein.[8]